# Sanjuansaurus
Sanjuansaurus ("ještěr z provincie San Juan") byl zřejmě jedním z nejstarších známých masožravých dinosaurů (teropodů), blízce příbuzný rodu Herrerasaurus. Žil na severozápadním území dnešní Argentiny v období svrchního triasu (stupeň karn, asi před 231,4 miliony let). Pokud se opravdu jednalo o teropodního dinosaura, může představovat vůbec nejstarší známé kosterní fosílie této skupiny.

## Popis

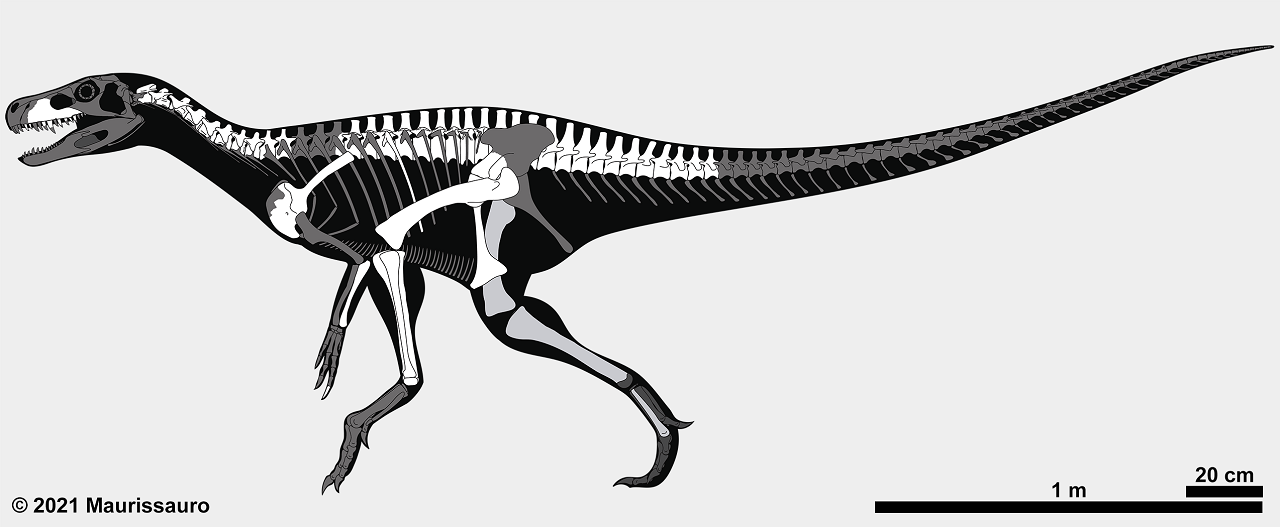
Rekonstrukce kostry rodu Sanjuansaurus.

Holotyp (PVSJ 605) sestává z větší části páteře, fragmentů kostí končetin, pánve a spodní čelisti. Zkameněliny byly objeveny v sedimentech souvrství Ischigualasto na území stejnojmenného provinčního parku. Typový druh S. gordilloi byl popsán paleontology O. Alcoberem a R. Martinezem v roce 2010. Druhové jméno je poctou hlavnímu preparátorovi z Muzea v San Juan, Raulu Gordillovi. Se svým vývojovým příbuzným hererasaurem sdílel mnoho anatomických znaků a byl mu podobný i velikostně – stehenní kost měřila na délku 395 mm, což odpovídá celkové délce těla lehce přes 3 metry.

## Paleoekologie
Sanjuansaurus žil ve stejných ekosystémech jako další evolučně primitivní dinosauři rodů Chromogisaurus, Eoraptor, Herrerasaurus nebo Panphagia. Byl zřejmě aktivním lovcem živé kořisti. Pohyboval se po dvou končetinách a mohl být poměrně dobrým běžcem.